# Pyrrhura
Pyrrhura Bonaparte, 1856 è un genere di uccelli della famiglia degli Psittacidi.

## Descrizione
Al genere Pyrrhura appartengono conuri di taglia medio-piccola, attorno ai 24 cm , caratterizzati dalla presenza sulla gola e su parte del petto di una zona a scaglie, dovuta a penne verdi e brune bordate di chiaro che danno un effetto bruno-ocra dorato, e da uno scudo sulla parte bassa del petto di colore granata. Non presentano alcun dimorfismo sessuale evidente.

## Tassonomia
Il genere comprende le seguenti specie:
- Pyrrhura cruentata (Wied-Neuwied, 1820) - parrocchetto golablu
- Pyrrhura devillei (Massena & Souancé, 1854) - parrocchetto aliflammee
- Pyrrhura frontalis (Vieillot, 1818) - parrocchetto panciamarrone
- Pyrrhura lepida (Wagler, 1832) - parrocchetto perlato
- Pyrrhura perlata (von Spix, 1824) - parrocchetto panciacremisi
- Pyrrhura molinae (Massena & Souancé, 1854) - parrocchetto guanceverdi
- Pyrrhura picta (Statius Müller, 1776) - parrocchetto pittato
- Pyrrhura amazonum Hellmayr, 1906 - parrocchetto di Hellmayr
- Pyrrhura lucianii (Deville, 1851) - parrocchetto di Deville
- Pyrrhura roseifrons (G.R.Gray, 1859) - parrocchetto capirosso
- Pyrrhura leucotis (Kuhl, 1820) - parrocchetto guancebianche
- Pyrrhura griseipectus Salvadori, 1900 - parrocchetto pettogrigio
- Pyrrhura pfrimeri Miranda-Ribeiro, 1920 - parrocchetto di Pfrimer
- Pyrrhura emma Salvadori, 1891 - parrocchetto del Venezuela
- Pyrrhura viridicata Todd, 1913 - parrocchetto di Santa Marta
- Pyrrhura egregia (P.L.Sclater, 1881) - parrocchetto spalleflammee
- Pyrrhura melanura (von Spix, 1824) - parrocchetto codamarrone
- Pyrrhura orcesi Ridgely & Robbins, 1988 - parrocchetto di El Oro
- Pyrrhura rupicola (Tschudi, 1844) - parrocchetto capinero
- Pyrrhura albipectus Chapman, 1914 - parrocchetto collobianco
- Pyrrhura calliptera (Massena & Souancé, 1854) - parrocchetto pettobruno
- Pyrrhura hoematotis Souancé, 1857 - parrocchetto guancerosse
- Pyrrhura rhodocephala (P.L.Sclater & Salvin, 1871) - parrocchetto testarosa
- Pyrrhura hoffmanni (Cabanis, 1861) - parrocchetto alizolfo